# Lijst van Vlaamse schrijvers van detectives en thrillers
Dit is een lijst van Vlaamse schrijvers van detectives en thrillers. Een aantal schrijvers komt tweemaal in de lijst voor, onder hun eigen naam en onder hun pseudoniem (ps)

## A
- Belinda Aebi
- Eric Agten
- Steve Allen
- Pieter Aspe

## B
- Piet Baete
- Bruno Bartels
- Benny Baudewyns
- Tessa Bénigne, ps. van Vermeulen, John
- Tom Bergs
- Aster Berkhof, ps. van Louis Van Den Bergh
- Marcel Bernaer
- Patrick Bernauw
- Danny Beyens
- Dominique Biebau
- Steven Bogaerts
- Theo Bogaerts
- Christine Bols
- Luc Boonen
- Eugène Bosschaerts
- Chris Bossers
- Axel Bouts, ps. van Jan Verhenne
- Stefan Broeckx
- Fred Brouwers

## C
- Sterre Carron
- Marc Cave (ps.)
- Jo Claes
- Patrick Conrad
- Toni Coppers
- Conny Couperus, ps. voor de samenwerking Hugo Claus en Freddy De Vree
- Pat Craenbroek

## D
- Anne Daniel
- Bart Debbaut
- Nico De Braeckeleer
- Chris De Bruyn
- Frans De Bruyn
- Patrick De Bruyn
- Tom De Cock
- Christian De Coninck
- Luc Deflo
- Wouter (W.A.) Dehairs
- Bram Dehouck
- Pol Dehullu
- Herman De Jonghe
- Ivo A. Dekoning
- Jan De Leeuw
- Louis De Lentdecker
- Mieke De Loof
- Sofie Delporte
- J. De Muynck, ps. Luc. Prins
- Herbert De Paepe en Els Depuydt
- Ignace Dermaux
- Johan Deseyn
- Barbara De Smedt
- Pieter Dewever
- Simon Dexter
- Johan D'Haveloose
- Bavo Dhooge
- Guy Didelez
- Dirk Draulans
- Piet Duthoit
- Pierre Dyserinck

## E
- Guido Eekhaut
- Enckels & Dewit

## F
- Anja Feliers
- Jeannette Mimi Funk

## G
- Jef Geeraerts
- Ludo Geluykens

## H
- Bart Holsters
- Vera Hoorens
- Dirk Hermans

## J
- Paul Jacobs

## K
- Jeroen Kuypers, ps. Max Moragie

## L
- Stan Lauryssens
- Philip Le Bon
- Lotte Leenaerts
- Aloka Liefrink
- Hugo Luijten (schrijver)

## M
- Marthe Maeren
- Ria Maes en Steven Gelders
- Ria Maes en Aron Wade
- Dirk Martens
- Bob Mendes
- Jon Misselyn
- Max Moragie, ps. van Jeroen Kuypers

## O
- Gunther Opdecam

## P
- Sandra J. Paul ps. van Sandra Vets
- Jos Pierreux
- Luc Prins, ps. van J. De Muynck

## R
- Leon Roelants, ps. Felix Sperans
- Raymond Rombout
- Ward Ruyslinck, ps. van Raymond Charles Marie De Belser

## S
- R.H. Schoemans
- Staf Schoeters
- Josephine Schreibers
- Jo Smets
- Rudy Soetewey
- Jonathan Sonnst
- Johanna Spaey
- Felix Sperans ps. van Leon Roelants
- Guido Strobbe
- Koen Strobbe

## T
- Piet Teigeler, ps. Woody Dubois

## V
- Gaston Van Camp
- Marc Van De Cruys
- Willem Van Den Bosch
- Dirk Van Den Eede
- Bjorn Van Den Eynde
- Guido Van Den Vonder
- Jan Van der Cruysse
- Hilde Vandermeeren
- Dirk Van De Walle
- Louis Van Dievel
- Stefaan Van Laere
- Bob Van Laerhoven
- Hubert Van Lier
- Roel Richelieu Van Londersele
- Ann Van Loock
- Anne-Laure Van Neer
- Lydia Verbeeck
- Koen Vermeiren
- John Vermeulen